# Lekkoatletyka na Letnich Igrzyskach Olimpijskich 1952 – bieg na 100 m mężczyzn
Bieg na 100 metrów mężczyzn podczas XV Letnich Igrzysk Olimpijskich w Helsinkach rozegrano 20 (eliminacje i ćwierćfinały) i 21 lipca 1952 (półfinały i finał) na Stadionie Olimpijskim w Helsinkach. Zwycięzcą został reprezentant Stanów Zjednoczonych Lindy Remigino.

## Rekordy

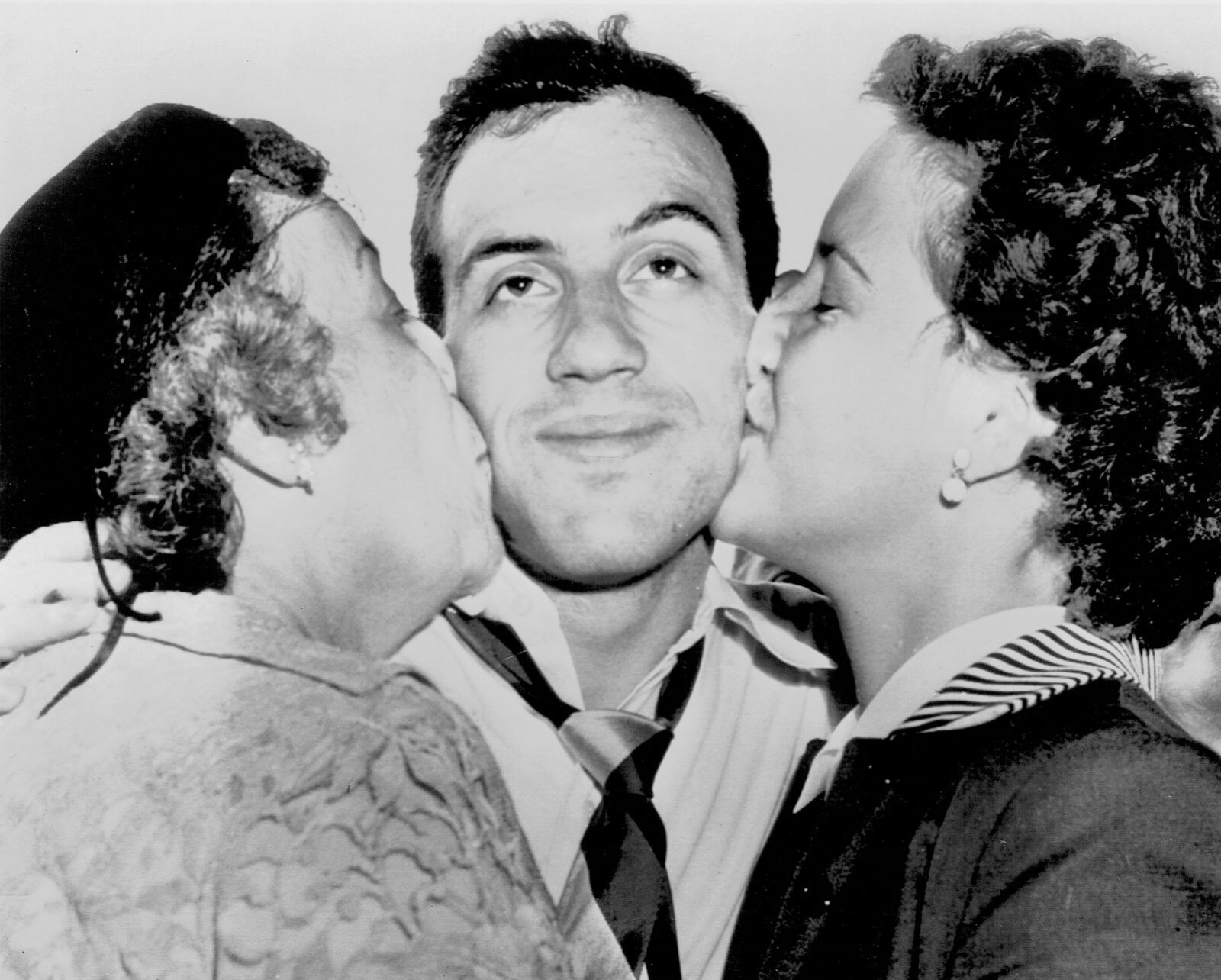
Lindy Remigino

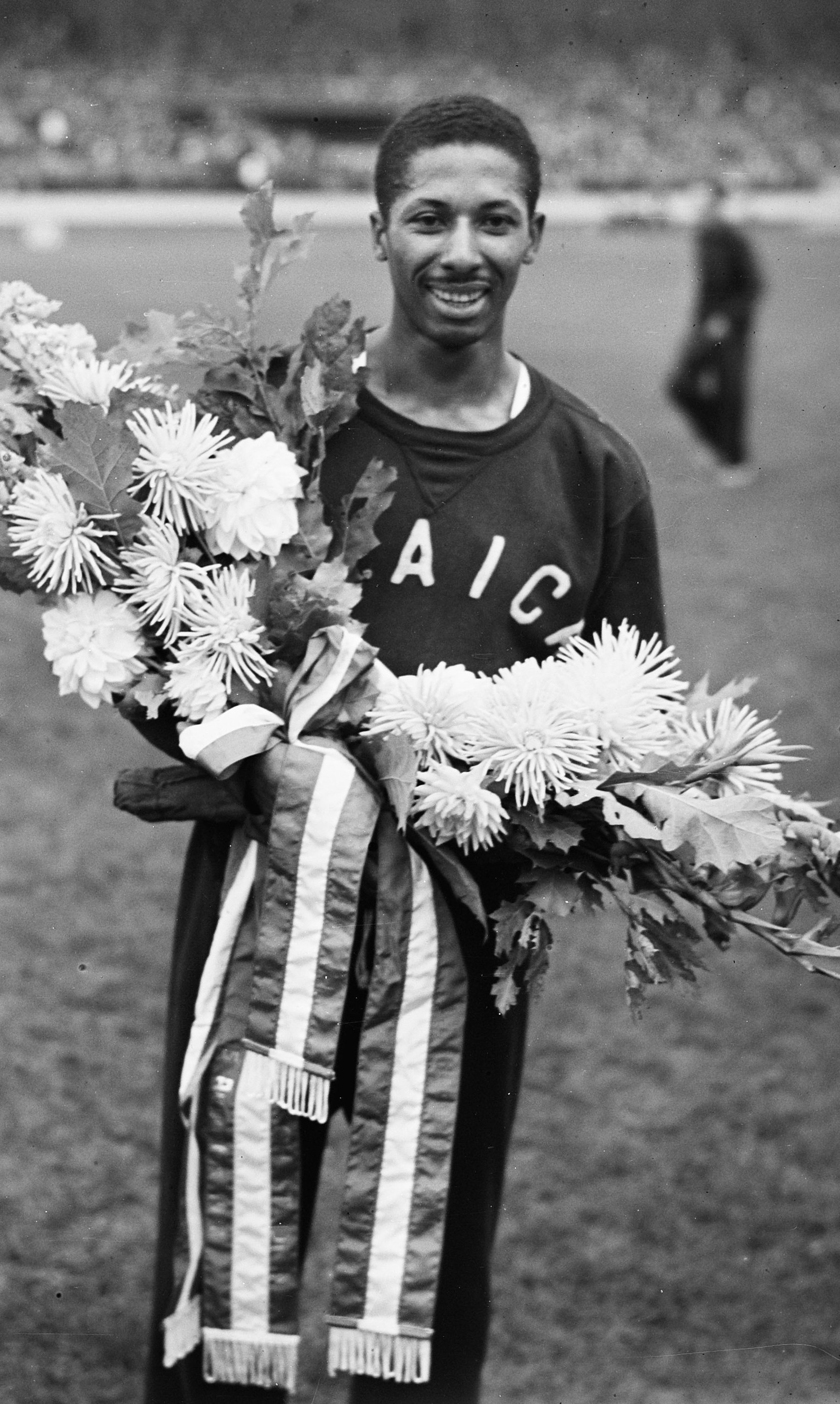
Herb McKenley

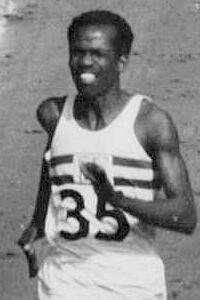
Emmanuel McDonald Bailey

|                   | zawodnik                 | narodowość        | czas | data                 | miejsce     |
| ----------------- | ------------------------ | ----------------- | ---- | -------------------- | ----------- |
| Rekord świata     | Jesse Owens              | Stany Zjednoczone | 10,2 | 20 czerwca 1936(dts) | Chicago     |
| Rekord świata     | Harold Davis             | Stany Zjednoczone | 10,2 | 6 czerwca 1941(dts)  | Compton     |
| Rekord świata     | Lloyd La Beach           | Panama            | 10,2 | 15 maja 1948(dts)    | Fresno      |
| Rekord świata     | Barney Ewell             | Stany Zjednoczone | 10,2 | 9 lipca 1948(dts)    | Evanston    |
| Rekord świata     | Emmanuel McDonald Bailey | Wielka Brytania   | 10,2 | 28 maja 1951(dts)    | Belgrad     |
| Rekord olimpijski | Eddie Tolan              | Stany Zjednoczone | 10,3 | 1 sierpnia 1932(dts) | Los Angeles |
| Rekord olimpijski | Ralph Metcalfe           | Stany Zjednoczone | 10,3 | 1 sierpnia 1932(dts) | Los Angeles |
| Rekord olimpijski | Jesse Owens              | Stany Zjednoczone | 10,3 | 3 sierpnia 1936(dts) | Berlin      |
| Rekord olimpijski | Harrison Dillard         | Stany Zjednoczone | 10,3 | 31 lipca 1948(dts)   | Londyn      |

## Wyniki
| Poz. - pozycja |
| – rekord świata \| – rekord krajowy \| – rekord życiowy \| = – wyrównany rekord życiowy \| · – najlepszy wynik w sezonie \| = – wyrównany najlepszy wynik w sezonie \| – rekord olimpijski |
| Fn – falstart \| DNF – nie ukończył \| DNS – nie wystartował \| DSQ – zdyskwalifikowany |

### Eliminacje
Rozegrano dwanaście biegów eliminacyjnych. Do ćwierćfinałów awansowało po dwóch najlepszych zawodników z każdego biegu (Q).

#### Bieg 1
| Poz. | Zawodnik            | Narodowość       | Rezultat | Uwagi |
| ---- | ------------------- | ---------------- | -------- | ----- |
| 1    | John Treloar        | Australia        | 10,7     | Q     |
| 2    | Alan Lillington     | Wielka Brytania  | 10,8     | Q     |
| 3    | Gabriel Laryea      | Złote Wybrzeże   | 11,1     |       |
| 4    | Miroslav Horčic     | Czechosłowacja   | 11,1     |       |
| 5    | Ásmundur Bjarnason  | Islandia         | 11,1     |       |
| 6    | Youssef Ali Omar    | Królestwo Egiptu | 11,3     |       |
| 7    | José Julio Barillas | Gwatemala        | 11,3     |       |

#### Bieg 2
| Poz. | Zawodnik        | Narodowość | Rezultat | Uwagi |
| ---- | --------------- | ---------- | -------- | ----- |
| 1    | Étienne Bally   | Francja    | 10,7     | Q     |
| 2    | Angeł Kolew     | Bułgaria   | 10,9     | Q     |
| 3    | Paul Dolan      | Irlandia   | 11,0     |       |
| 4    | Raúl Mazorra    | Kuba       | 11,0     |       |
| 5    | Bob Hutchison   | Kanada     | 11,0     |       |
| 6    | Masaji Tajima   | Japonia    | 11,1     |       |
| 7    | Adul Wanasatith | Tajlandia  | 11,2     |       |

#### Bieg 3
| Poz. | Zawodnik                 | Narodowość      | Rezultat | Uwagi |
| ---- | ------------------------ | --------------- | -------- | ----- |
| 1    | Emmanuel McDonald Bailey | Wielka Brytania | 10,4     | Q     |
| 2    | Carlo Vittori            | Włochy          | 10,9     | Q     |
| 3    | Michaił Kazancew         | ZSRR            | 11,0     |       |
| 4    | Hörður Haraldsson        | Islandia        | 11,0     |       |
| 5    | Javier Souza             | Meksyk          | 11,1     |       |
| 6    | Stefanos Petrakis        | Grecja          | 11,2     |       |
| –    | Ray Weinberg             | Australia       | DNS      |       |

#### Bieg 4
| Poz. | Zawodnik            | Narodowość       | Rezultat | Uwagi |
| ---- | ------------------- | ---------------- | -------- | ----- |
| 1    | William Jack        | Wielka Brytania  | 10,8     | Q     |
| 2    | Romeo Galán         | Argentyna        | 11,0     | Q     |
| 3    | Lewan Sanadze       | ZSRR             | 11,0     |       |
| 4    | Emad El-Din Shafei  | Królestwo Egiptu | 11,2     |       |
| 5    | Guillermo Gutiérrez | Wenezuela        | 11,2     |       |
| 6    | Boonterm Pakpuang   | Tajlandia        | 11,7     |       |
| –    | Heinz Fütterer      | Niemcy           | DNS      |       |

#### Bieg 5
| Poz. | Zawodnik       | Narodowość | Rezultat | Uwagi |
| ---- | -------------- | ---------- | -------- | ----- |
| 1    | Herb McKenley  | Jamajka    | 10,7     | Q     |
| 2    | György Csányi  | Węgry      | 10,9     | Q     |
| 3    | Emil Kiszka    | Polska     | 10,9     |       |
| 4    | Pauli Tavisalo | Finlandia  | 11,0     |       |
| 5    | Tomás Paquete  | Portugalia | 11,2     |       |
| 6    | Pete Sutton    | Kanada     | 11,2     |       |
| –    | Noel Flanagan  | Irlandia   | DNS      |       |

#### Bieg 6
| Poz. | Zawodnik        | Narodowość | Rezultat | Uwagi |
| ---- | --------------- | ---------- | -------- | ----- |
| 1    | Dawid Tabak     | Izrael     | 10,9     | Q     |
| 2    | Tomio Hosoda    | Japonia    | 11,0     | Q     |
| 3    | Willy Schneider | Szwajcaria | 11,1     |       |
| 4    | Angeł Gawriłow  | Bułgaria   | 11,1     |       |
| 5    | Juan Leiva      | Wenezuela  | 11,2     |       |
| –    | Leslie Laing    | Jamajka    | DNS      |       |

#### Bieg 7
| Poz. | Zawodnik             | Narodowość     | Rezultat | Uwagi |
| ---- | -------------------- | -------------- | -------- | ----- |
| 1    | Władimir Suchariew   | ZSRR           | 10,7     | Q     |
| 2    | Theo Saat            | Holandia       | 10,9     | Q     |
| 3    | Muhammad Sharif Butt | Pakistan       | 11,0     |       |
| 4    | Voitto Hellsten      | Finlandia      | 11,1     |       |
| 5    | George Acquaah       | Złote Wybrzeże | 11,2     |       |
| 6    | Mariano Acosta       | Argentyna      | 11,4     |       |
| 7    | Wolfango Montanari   | Włochy         | 11,8     |       |

#### Bieg 8
| Poz. | Zawodnik       | Narodowość     | Rezultat | Uwagi |
| ---- | -------------- | -------------- | -------- | ----- |
| 1    | Rafael Fortún  | Kuba           | 10,5     | Q     |
| 2    | Byron LaBeach  | Jamajka        | 10,9     | Q     |
| 3    | Franco Leccese | Włochy         | 10,9     |       |
| 4    | Issi Baran     | Finlandia      | 11,0     |       |
| 5    | Fritz Griesser | Szwajcaria     | 11,1     |       |
| –    | K. K. Korsah   | Złote Wybrzeże | DNS      |       |
| –    | Morris Curotta | Australia      | DNS      |       |

#### Bieg 9
| Poz. | Zawodnik              | Narodowość          | Rezultat | Uwagi |
| ---- | --------------------- | ------------------- | -------- | ----- |
| 1    | Werner Zandt          | Niemcy              | 10,7     | Q     |
| 2    | Khwaja Muhammad Aslam | Pakistan            | 10,9     | Q     |
| 3    | Don McFarlane         | Kanada              | 11,0     |       |
| 4    | Zdeněk Pospíšil       | Czechosłowacja      | 11,0     |       |
| 5    | Edward Ajado          | Protektorat Nigerii | 11,0     |       |
| 6    | Fawzi Chaaban         | Królestwo Egiptu    | 11,4     |       |
| –    | Enrique Beckles       | Argentyna           | DSQ      |       |
| –    | Bo Åhlen              | Szwecja             | DNS      |       |

#### Bieg 10
| Poz. | Zawodnik         | Narodowość          | Rezultat | Uwagi |
| ---- | ---------------- | ------------------- | -------- | ----- |
| 1    | Art Bragg        | Stany Zjednoczone   | 10,5     | Q     |
| 2    | Hans Wehrli      | Szwajcaria          | 10,8     | Q     |
| 3    | Titus Erinle     | Protektorat Nigerii | 10,9     |       |
| 4    | László Zarándi   | Węgry               | 10,9     |       |
| 5    | Pétur Sigurðsson | Islandia            | 11,3     |       |
| 6    | Arun Sankosik    | Tajlandia           | 11,5     |       |

#### Bieg 11
| Poz. | Zawodnik       | Narodowość        | Rezultat | Uwagi |
| ---- | -------------- | ----------------- | -------- | ----- |
| 1    | Lindy Remigino | Stany Zjednoczone | 10,4     | Q     |
| 2    | Lavy Pinto     | Indie             | 10,9     | Q     |
| 3    | René Bonino    | Francja           | 10,9     |       |
| 4    | František Brož | Czechosłowacja    | 11,0     |       |
| 5    | Abdul Aziz     | Pakistan          | 11,1     |       |
| 6    | Rui Maia       | Portugalia        | 11,5     |       |

#### Bieg 12
| Poz. | Zawodnik        | Narodowość          | Rezultat | Uwagi |
| ---- | --------------- | ------------------- | -------- | ----- |
| 1    | Dean Smith      | Stany Zjednoczone   | 10,6     | Q     |
| 2    | Alain Porthault | Francja             | 10,7     | Q     |
| 3    | Erich Fuchs     | Niemcy              | 10,8     |       |
| 4    | Karim Olowu     | Protektorat Nigerii | 11,0     |       |
| –    | Louis Crowe     | Irlandia            | DNS      |       |
| –    | Roy Fearon      | Gwatemala           | DNS      |       |
| –    | Neville Price   | Południowa Afryka   | DNS      |       |

### Ćwierćfinały
Rozegrano cztery biegi ćwierćfinałowe. Do półfinałów awansowało po trzech najlepszych zawodników z każdego biegu.

#### Bieg 1
| Poz. | Zawodnik                 | Narodowość      | Rezultat | Uwagi |
| ---- | ------------------------ | --------------- | -------- | ----- |
| 1    | Emmanuel McDonald Bailey | Wielka Brytania | 10,5     | Q     |
| 2    | John Treloar             | Australia       | 10,7     | Q     |
| 3    | Alain Porthault          | Francja         | 10,7     | Q     |
| 4    | Khwaja Muhammad Aslam    | Pakistan        | 10,9     |       |
| 5    | Byron LaBeach            | Jamajka         | 11,0     |       |
| –    | Angeł Kolew              | Bułgaria        | DSQ      |       |

#### Bieg 2
| Poz. | Zawodnik        | Narodowość        | Rezultat | Uwagi |
| ---- | --------------- | ----------------- | -------- | ----- |
| 1    | Lindy Remigino  | Stany Zjednoczone | 10,4     | Q     |
| 2    | Theo Saat       | Holandia          | 10,6     | Q     |
| 3    | Lavy Pinto      | Indie             | 10,7     | Q     |
| 4    | Étienne Bally   | Francja           | 10,8     |       |
| 5    | Hans Wehrli     | Szwajcaria        | 10,8     |       |
| 6    | Alan Lillington | Wielka Brytania   | 10,9     |       |

#### Bieg 3
| Poz. | Zawodnik      | Narodowość        | Rezultat | Uwagi |
| ---- | ------------- | ----------------- | -------- | ----- |
| 1    | Dean Smith    | Stany Zjednoczone | 10,4     | Q     |
| 2    | Rafael Fortún | Kuba              | 10,7     | Q     |
| 3    | William Jack  | Wielka Brytania   | 10,8     | Q     |
| 4    | Werner Zandt  | Niemcy            | 10,8     |       |
| 5    | Romeo Galán   | Argentyna         | 10,9     |       |
| 6    | Dawid Tabak   | Izrael            | 10,9     |       |

#### Bieg 4
| Poz. | Zawodnik           | Narodowość        | Rezultat | Uwagi |
| ---- | ------------------ | ----------------- | -------- | ----- |
| 1    | Herb McKenley      | Jamajka           | 10,5     | Q     |
| 2    | Art Bragg          | Stany Zjednoczone | 10,5     | Q     |
| 3    | Władimir Suchariew | ZSRR              | 10,7     | Q     |
| 4    | Tomio Hosoda       | Japonia           | 10,8     |       |
| 5    | György Csányi      | Węgry             | 10,9     |       |
| 6    | Carlo Vittori      | Włochy            | 10,9     |       |

### Półfinały
Rozegrano dwa biegi półfinałowe. Do finału awansowało po trzech najlepszych zawodników z każdego biegu.

#### Bieg 1
| Poz. | Zawodnik                 | Narodowość        | Rezultat | Uwagi |
| ---- | ------------------------ | ----------------- | -------- | ----- |
| 1    | Emmanuel McDonald Bailey | Wielka Brytania   | 10,5     | Q     |
| 2    | Dean Smith               | Stany Zjednoczone | 10,6     | Q     |
| 3    | Władimir Suchariew       | ZSRR              | 10,6     | Q     |
| 4    | Lavy Pinto               | Indie             | 10,7     |       |
| 5    | Alain Porthault          | Francja           | 10,8     |       |
| 6    | Art Bragg                | Stany Zjednoczone | 10,9     |       |

#### Bieg 2
| Poz. | Zawodnik       | Narodowość        | Rezultat | Uwagi |
| ---- | -------------- | ----------------- | -------- | ----- |
| 1    | Herb McKenley  | Jamajka           | 10,4     | Q     |
| 2    | Lindy Remigino | Stany Zjednoczone | 10,5     | Q     |
| 3    | John Treloar   | Australia         | 10,6     | Q     |
| 4    | Rafael Fortún  | Kuba              | 10,7     |       |
| 5    | William Jack   | Wielka Brytania   | 10,7     |       |
| 6    | Theo Saat      | Holandia          | 10,8     |       |

### Finał
| Poz. | Zawodnik                 | Narodowość        | Rezultat | Uwagi |
| ---- | ------------------------ | ----------------- | -------- | ----- |
| 1    | Lindy Remigino           | Stany Zjednoczone | 10,4     |       |
| 2    | Herb McKenley            | Jamajka           | 10,4     |       |
| 3    | Emmanuel McDonald Bailey | Wielka Brytania   | 10,4     |       |
| 4    | Dean Smith               | Stany Zjednoczone | 10,4     |       |
| 5    | Władimir Suchariew       | ZSRR              | 10,5     |       |
| 6    | John Treloar             | Australia         | 10,5     | =     |